# Liste des émirs d'Alep
En 637, le général arabe Khalid ibn al-Walid conquit la Syrie face aux Byzantins.
D'abord partie intégrante du califat omeyyade, puis abbasside, la ville d'Alep est confiée à partir du Xe siècle à des émirs qui se la transmettent héréditairement.

## Émirshamdanides
- 945 – 967 : Ali Sayf al-Dawla
- 967 – 991 : Sa`d ad-Dawla Charîf Ier
- 991 – 1002 : Sa`îd ad-Dawla Sa`îd
- 1002 – 1004 : Abu al-Hassan
- 1004 : Abu al-Maaly

## Gouverneursfatimides
En 1004, la ville et l'ensemble de la Syrie sont conquises par les fatimides, qui y nomment des gouverneurs :
- 1004–1009 : Lu’lu’
- 1009–1015 : Murtada ad-Dawla Mansur
- 1015–1022 : Fath le Slave
- 1022 – 10 April 1023 :Safiyy al-Dawla

## Mirdassides
- 1023–1029 : Assad ul Dawla Salih
- 1029–1038 : Shibl ud Dawla Nasr
- 1038–1043 : Anushtukin Al Dabzari
- 1043–1057 : Muez ud Dwala Thumal
- 1057–1060 : Al Hassan Bin Mulhem
- 1060–1076 : Rashid ud Dawla Mahmmud
- 1076–1076 : Jalal ud Dawla Nar
- 1076–1079 : Abul Fadl Sabeq

## Uqaylides
- 1079–1085 : Sharaf Ud Dawla Muslim
- 1085–1085 : Ibrahim Bin Quraysh
- 1085–1086 : Al Sharif Bin Al Habiby

## Seldjoukides
En 1086, Tutuş, sultan seldjoukide de Damas, bat son cousin Süleyman Ier, seldjoukide de Roum, et s'empare d'Alep, se proclamant sultan de Syrie. Mais son frère aîné, le grand seldjoukide Malik Shah Ier inquiet de l'apparition d'un sultanat en Syrie, impose un de ses officiers comme gouverneur d'Alep.
- 1086-1095 : Tutuş, émir de Damas et d'Alep, sultan de Syrie.
  - 1086-1094 : Aq Sunqur al-Hajib, gouverneur d'Alep nommé par Malik Shah Ier.
- 1095-1113 : Ridwan, sultan d'Alep, fils de Tutuş
- 1113-1114 : Alp Arslan, sultan d'Alep, fils du précédent
- 1114-1118 : Sultan Shah, sultan d'Alep, frère du précédent

## Artukides(Ortoqides)
- 1118-1122 : Il Ghazi, atabeg d'Alep
- 1122-1123 : Badr al-Dawla Sulaîmân, neveu du précédent
- 1123-1124 : Balak ibn Bahram ibn Ortok, atabeg, neveu d'Il Ghazi
- 1124-1125 : Husâm ad-Dîn Temür Tash, fils d'Il-Ghazi, détrôné

## Atabegs
- 1125-1126 : Aq Sonqor Bursuqî, atabeg de Mossoul et d'Alep
- 1126-1127 : Mas’ûd ibn Bursuqî, fils du précédent
- 1127-1128 : Khutlugh, mamelouk de Mas’ûd ibn Bursuqî

## Zengides
- 1128-1146 : Imad ad-Din Zengi, atabeg de Mossoul et d'Alep (Zengide)
- 1146-1174 : Nur ad-Din Mahmud, atabeg de Mossoul et d'Alep, fils du précédent
- 1174-1181 : As-Salih Ismail, fils du précédent
- 1181-1183 : Imad ad-Din Zengi, cousin du précédent, fils de Qutb ad-Dîn Mawdûd, atabeg de Mossoul

## Ayyoubides
- 1183-1193 : Saladin, sultan d'Égypte, émir de Damas et d'Alep (Ayyoubide)
- 1186-1216 : Malik al-Zahir, fils du précédent
- 1216-1236 : Mohammed Al-Malik Al-Aziz , fils du précédent
- 1236-1260 : Al-Nasir Yusuf (El-Malek en-Naser Salah ed-Din Yusuf), fils du précédent

À partir de 1260, domination mongole, puis mamelouk (1317), puis ottomane (1516)